# A2215 road
Die A2215 ist eine Class-I-Straße, die 1923 im Stadtgebiet London mit der namentlichen Bezeichnung „Rye Lane“ festgelegt wurde. Sie verläuft von der A202 in Peckham zur A2214. Da der nördliche Teil der Rye Lane mittlerweile zur Fußgängerzone umgebaut wurde, hat man die A2215 auf einen östlicheren Verlauf bis zur Peckham Rye geführt.